# 杉並区立小中一貫教育校杉並和泉学園
杉並区立小中一貫教育校杉並和泉学園（すぎなみくりつ しょうちゅういっかんきょういくこうすぎなみいずみがくえん）は、東京都杉並区和泉2丁目にある公立の小中一貫教育校の名称であり、杉並区立和泉中学校と杉並区立新泉和泉小学校から構成される。

## 概要
- 杉並区教育委員会は、2010年（平成22年）5月に「新泉・和泉地区小中一貫教育校設置計画（新泉小学校・和泉小学校・和泉中学校の統合）」を策定し、3校を統合した施設一体型の小中一貫教育校を設置する事を決定。なお、統合校は、杉並区では初の施設一体型小中一貫教育校として開校した[4][5]。

## 沿革
- 2015年（平成27年）4月6日 - 開校[6]。

## 通学区域

### 新泉和泉小学校
出典
- 和泉1丁目（1番～20番・23番～30番・34番・41番～55番）
- 和泉2丁目（全域）
- 和泉3丁目（1番～22番）
- 和泉4丁目（3番～15番・18番～24番・31番～35番）
- 永福4丁目（2番・3番・7番）

### 和泉中学校
出典
- 新泉和泉小学校の通学区域と同一

## 学校周辺
- 日本大学鶴ヶ丘高等学校総合グラウンド・総合グラウンド研修館 - 杉並区道をはさんで、敷地が隣接。
- 東京都道413号赤坂杉並線
- ヤマト運輸杉並和泉営業所
- 神田川
- 杉並区立和泉2丁目公園
- 杉並区子ども・子育てプラザ和泉

以下は神田川の西側に位置する
- 熊野神社
  - 宗教法人熊野神社くまの幼稚園 - 進級前幼稚園のひとつ。
- 籠光寺
- 杉並区役所永福和泉区民事務所
  - 永福和泉地区区民センター
- 東京都水道局和泉庁舎
- 京王電鉄井の頭線 - 線路は近くを通るが、永福町駅は少し離れている。
- なお、学校周辺には、和泉住宅などの住宅が広がっているほか、京王井の頭線の南側には、明治大学和泉キャンパスがある。

## アクセス
- 京王電鉄
  - 井の頭線永福町駅から、徒歩約8分。
  - 井の頭線・京王線明大前駅から、徒歩約10分。